# Antispyware
Antispyware je program, jehož úkolem je odstraňovat či blokovat spyware, jež se bez vědomí uživatele natáhl do jeho počítače. V posledních letech[kdy?] se takových programů objevila celá řada.

## Dějiny
První vlaštovkou na tomto poli byl program amerického softwarového inženýra a programátora Steve Gibsona nazvaný OptOut. Následovaly další programy. Značnou popularitu si vydobyly zejména Ad-Aware SE od firmy Lavasoft (bezplatné scanování PC pro nekomerční uživatele, za program s rozšířenými možnostmi se již platí) a Spybot - Search & Destroy Patricka Kolly (pro nekomerční uživatele vše zdarma) coby účinné nástroje k odstraňování a v některých případech i blokování spyware a malware. 

Nedávno se do tohoto boje zapojil i Microsoft, který v roce 2004 získal firmu získal GIANT Company Software, Inc a přepracoval její program GIANT AntiSpyware na Windows AntiSpyware beta a uvedl jej na trh k volnému stažení pro registrované uživatele Windows XP a 2003. V roce 2006 Microsoft přejmenoval beta software na Windows Defender a v říjnu jej uvolnil k volnému stahování. Defender byl zapracován do Windows Vista jako jejich standardní součást. Navíc Microsoft nyní nabízí i Windows Live OneCare s 90denním volným zkušebním obdobím. 
Do boje se spyware vstoupili i velcí výrobci antivirových programů, jako je například Avast Software a McAfee.

## Jak funguje antispyware ochrana?
Antispyware se soustředí na kontrolu všech souborů, emailové a internetové komunikace. Když antispyware najde nějaký škodlivý kód, tak jej dokáže vyřadit z provozu jeho zablokováním, izolovat a dále tuto část kódu přesunout do karantény č jinak vymazat. Důležitými parametry moderních antispyware systémů je jejich zatížení systému a včasné izolování škodlivého kódu.

### Některé antispyware programy
- Spybot Search & Destroy – zdarma pro nekomerční účely, český překlad
- Spyware Terminator Archivováno 5. 12. 2006 na Wayback Machine. – zdarma i pro komerční účely, český překlad
- Ad Aware SE Personal Edition – zdarma pro nekomerční účely
- AVG Anti-Spyware Free – existuje také komerční verze
- Spy Sweeper Archivováno 3. 7. 2008 na Wayback Machine. – komerční software
- Spyware Doctor Archivováno 17. 5. 2013 na Wayback Machine. - podle většiny testů a názorů nejlepší, ale bohužel komerční, s dosti ochuzeným real-time štítem je i ve free verzi spyware doctor free - na této stránce zatrhněte jen spyware doctor.